# Kozlovskij rajon
Il Kozlovskij rajon (in russo Козловский район?; in lingua ciuvascia: Куславкка районĕ) è un rajon della Repubblica Ciuvascia, nella Russia europea; il capoluogo è la città di Kozlovka. Istituito il 5 settembre 1927, ricopre una superficie di 516,75 chilometri quadrati e ospita una popolazione di 15 497 abitanti. Il rajon è suddiviso in un distretto urbano e 9 insediamenti rurali. Il distretto si trova nella parte nord-orientale della repubblica, sulla riva destra del fiume Volga.